# Ruth Law

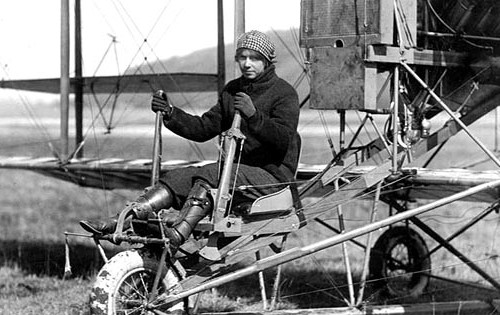
Ruth Law (1915)

Ruth Bancroft Law (* 21. März 1887 in Lynn, Massachusetts; † 1. Dezember 1970 in San Francisco, Kalifornien) war eine US-amerikanische Flugpionierin.

## Leben

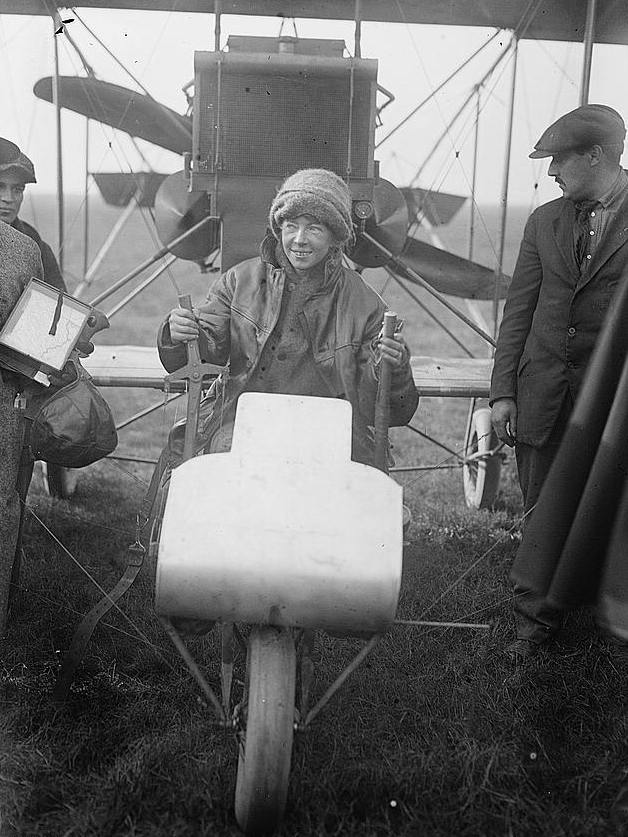
1916

Ruth Law erlernte 1912 das Fliegen an der Burgess Flying School in Atlantic (heute Boston, Massachusetts); dabei machte sie ihren ersten Flug am 5. Juli, und bereits am 12. August flog sie zum ersten Male alleine. Am 12. November erhielt sie ihre Fluglizenz und war damit die fünfte lizenzierte Pilotin und die erste Pilotin in Florida.
Im selben Jahr kaufte sie ihr erstes Flugzeug von Orville Wright. In diesem Flugzeug absolvierte sie als eine der ersten Pilotinnen einen Nachtflug. Ein weiteres fliegerisches Novum war 1914, als ihr Bruder, der Stuntman Rodman Law, mit einem Fallschirm aus ihrem Flugzeug sprang. Noch eine fliegerische Sensation war ein doppelter Looping, den sie 1915 in Seabreeze (heute Daytona Beach) vorführte. Ihren Lebensunterhalt verdiente sie in dieser Zeit mit Passagierflügen am Strand.
Im November 1916 brach sie den damaligen Streckenrekord mit einem Flug über ca. 950 km von Chicago nach New York City. Wegen dieser Leistung wurde in New York City vom „Aero Club America“ und dem „New Yorker Bürgerforum“ ein Festbankett veranstaltet, an dem neben Law auch Robert Edwin Peary, Roald Amundsen und die Schwester des US-Präsidenten Woodrow Wilson teilnahmen.

„Die 25jährige amerikanische Fliegerin Ruth Law ist dieser Tage nach einem Fluge von Chicago in New-York gelandet, nachdem sie eine Strecke von 1441 Kilometern in 8 Stunden 59 Minuten zurückgelegt hatte. Sie war in Chicago 7 Uhr 20 Minuten früh aufgestiegen und landete bei der Gouverneursinsel unmittelbar neben dem Militärposten. Fräulein Laws Leistung erreicht den amerikanischen Entfernungsrekord und stellt einen Weltrekord für weibliche Flieger auf. Sie benützte einen alten Curtis[s]-Zweidecker, der heute kaum mehr verwendet wird. Während des Fluges litt die Fliegerin stark unter der Kälte, und zum Ueberfluß war auch noch ihr Brennstoff auf die Neige gegangen, so daß sie es nur mit großer Anstrengung möglich machte, die den Kontinent von der Insel trennende Wasserzunge zu überqueren.“

An der Inbetriebnahme der ersten elektrischen Beleuchtung der Freiheitsstatue im Jahre 1917 nahm Ruth Law mit einem „glänzend erleuchtet[en]“ Flugzeug teil, an dem in hellbeleuchteten Buchstaben das Wort Liberty zu erkennen war.
1917 wurde ihre Bewerbung für militärische Kampfeinsätze abschlägig beschieden (dies war ausschließlich Männern gestattet); sie durfte jedoch in Folge eine Militäruniform tragen. Sie sammelte Spenden für das Rote Kreuz und die Liberty Bonds ein. Nach Kriegsende gründete sie Ruth Law’s Flying Circus; dort wurden mit drei Flugzeugen spektakuläre Stunts vorgeführt. Nachdem ihre Pilotin Laura Bromwell bei einem Absturz ums Leben gekommen war, musste sie 1922 ihre fliegerische Karriere auf Anweisung ihres Mannes Charles Oliver beenden.
Ruth Law starb am 1. Dezember 1970 in San Francisco.